# De Stukkenjagers
De Stukkenjagers is een schaakvereniging in de stad Tilburg, in de Nederlandse provincie Noord-Brabant.
De vereniging werd opgericht in september 1973. De Stukkenjagers speelt zijn thuiswedstrijden en organiseert zijn clubavonden (op woensdagavond) in bioscoop Cinecitta aan de Willem-Straat in Tilburg. De Stukkenjagers is met ruim honderd leden de grootste schaakvereniging van Tilburg.

## Interne competitie
De Stukkenjagers organiseert een interne competitie voor leden. De zogenaamde groepencompetitie wordt gespeeld op 4 niveaus (A t/m D) in groepen van 7 tot 10 spelers, waarin een halve competitie wordt afgewerkt. Drie keer per seizoen is er promotie of degradatie mogelijk. Instroommomenten zijn doorgaans begin september, begin januari en begin mei. Deze resultaten worden tevens verwerkt in de clubratinglijst (naast de officiële resultaten). De Stukkenjagers hanteert drie ratinglijsten: een Stukkenjagersranglijst (club), officiële KNSB-ratinglijst en een officiële FIDE-ratinglijst.

## Externe competitie
De Stukkenjagers zijn actief met zeven zaterdagteams en zes avondteams. Het eerste team werd in het seizoen 2017/2018 kampioen van de Eerste Klasse en acteert sinds het seizoen 2018/2019 in de Meesterklasse.

## Diverse toernooien
De Stukkenjagers organiseert ook toernooien waar niet-leden aan mee kunnen doen. Dit zijn:
- het Stukkenjagers Open
- het Kersttoernooi
- het Stukkenjagers Weekendtoernooi
- het Kroegentoernooi

## Bekende schakers
De Stukkenjagers hebben diverse sterke schakers afgevaardigd. Hieronder enkele voorbeelden op volgorde van de KNSB-ratinglijst (oktober 2018):
- Stefan Beukema, Internationaal Meester (IM)
- Lars Vereggen, FIDE-meester (FM)
- Herman Grooten, IM
- Mark Haast, FM
- Anne Haast, meervoudig Nederlands kampioene
- César Beckx, FM
- Petra Schuurman, FM
- Cor van Dongen